# Megaselia artangula
Megaselia artangula är en tvåvingeart som beskrevs av Rudolf Beyer 1965. Megaselia artangula ingår i släktet Megaselia och familjen puckelflugor. Inga underarter finns listade i Catalogue of Life.